# Zu Geng
Ne pas confondre avec Zu Gengzhi, mathématicien chinois.
Zu Geng (祖庚) de son nom personnel Zi Yao (子曜). Il fut le vingt-deuxième roi de la dynastie Shang. Il fut intronisé à Yin (殷) en -1265 et y décéda en -1258.